# Classe Roland Morillot
La classe Roland Morillot di otto sommergibili da crociera, più tre ulteriori ordinati, apparteneva alla Marine nationale e fu progettata dopo le esperienze di guerra navale nella prima guerra mondiale. Nessuna delle unità previste entrò mai in servizio.

## Progetto
Nel periodo tra le due guerre in Francia vennero sviluppati due tipi principali di sommergibili: il sommergibile oceanico, o di prima classe, e il sommergibile costiero, o di seconda classe.
La classe Roland Morillot apparteneva al primo tipo e rappresentava un miglioramento rispetto alla classe Redoutable da 1500 tonnellate.
Fu incaricato di dirigere gli studi, iniziati nei primi anni trenta del XX secolo l'ingegnere Pierre Paoli. Fu presentato dapprima il progetto Z da 1600 tonnellate, e poi una seconda versione di quel progetto, la Z2, che venne scelta per diventare la classe Roland Morillot. Sui trattava di battelli da 1.810 tonnellate di stazza in superficie e 2.418 tonnellate in immersione..
Rispetto ai modelli precedenti, vennero apportati diversi miglioramenti: la pressione dell'aria ad alta pressione fu aumentata a 250 kg/cm², furono rimossi gli alberi radio pieghevoli, fu installata una cabina d'ascolto del sistema idrofonico e lo scafo  resistente dovette essere di tipo saldato.
Il primo sommergibile della nuova classe, il Roland Morillot (Q191) fu ordinato nell'ambito della tranche del 1934 con la legge del 12 luglio dello stesso anno. La costruzione del nuovo sommergibile non iniziò prima del 20 gennaio 1937, quando fu fornita la prima attrezzatura. La chiglia fu impostata presso l'arsenale di Cherbourg il 1° dicembre 1937. Una seconda unità, denominata La Praya (Q198), fu ordinata con la legge finanziaria del 31 dicembre 1937 e faceva parte del contingente del 1937. Questa tranche avrebbe dovuto inizialmente includere due sommergibili di seconda classe, ma furono sostituiti da un sommergibile di prima classe a causa delle crescenti tensioni internazionali. I primi elementi costruttivi del La Praya furono consegnati all'arsenale di Cherbourg il 1° marzo 1938, e la chiglia fu impostata il 2 novembre 1938 nello scalo n. 4, dove si trovava già il Roland Morillot.
La terza unità di questa classe, il La Martinique (Q199) fu autorizzata dalla legge finanziaria del 31 dicembre 1937. I lavori per la costruzione di questa unità iniziarono il 1° settembre 1938, e il battello fu impostato il 15 giugno 1939 nell'arsenale di Cherbourg.
Con il progressivo deterioramento della situazione internazionale, il 2 maggio 1938 fu adottata una tranche del 1938 bis e furono autorizzate due nuove battelli da 1800 tonnellate: La Guadeloupe (Q204) e La Réunion (Q205). Anche la costruzione di queste due unità fu assegnata all'arsenale di Cherbourg.
A seguito dello scoppio delle ostilità con la Germania, il 7 settembre 1939, l'ammiraglio François Darlan annunciò la cessazione della costruzione della La Martinique (Q199), La Guadeloupe (Q204) e La Réunion (Q205).. I lavori di costruzione del Roland Morillot  e del La Praya furono fatti proseguire e addirittura accelerati.
Alla fine di gennaio del 1940, i primi sommergibili da crociera del programma navale furono ritirati dal servizio attivo. Per compensare le perdite venne autorizzata la ripresa della costruzione dei battelli da 1600/1810 tonnellate. Sei ulteriori sommergibili furono ordinati con decreto 1° aprile 1940: l'Ile de France (Q228), l'Ile de Ré (Q229) e l''Ile d'Yeu (Q230), oltre ad altri tre che non ricevettero un nome. La costruzione dell''Ile de France, e dell'Ile de Ré fu assegnata ai cantieri navali Dubigeon di Nantes con avvio previsto del programma il 21 marzo 1940. La posa della chiglia di queste unità non doveva avvenire rispettivamente prima di gennaio e luglio 1941.
Nel giugno 1940, con l'approssimarsi della capitolazione della Francia, il Roland Morillot  risultava completo al 76% (il suo varo era allora previsto per settembre 1940), il La Praya al 43% e il La Martinique al 20%. Tutte e tre le navi furono distrutte prima dell'arrivo dei tedeschi. Il 19 giugno, su ordine del tenente comandante Petitot, una granata antisommergibile da 35 kg fece esplodere il Roland Morillot, che rotolò sul lato di dritta. Anche il tetto dello scalo saltò via e si schiantò su entrambe le navi. Il La Praya fu dato alle fiamme. Le autorità tedesche furono per un breve periodo interessate a completare il La Praya, ma abbandonarono rapidamente il progetto.

## Caratteristiche tecniche
I Roland Morillot erano battelli lunghi 102,5 metri, con una baglio di 8,32 metri e un pescaggio di 4,18 metri, caratterizzati dalla presenza di un doppio scafo. Il dislocamento standard era di 1 810 tonnellate a pieno carico; in immersione il dislocamento aumentava a 2 417 tonnellate. L'apparato propulsore era formato da due motori Diesel Sulzer eroganti una potenza complessiva di 12 000 shp), e da due motori elettrici, eroganti una potenza complessiva di 2 300 shp. La velocità massima era di 22 nodi in superficie, e 10 in immersione. Il gasolio per gli apparati diesel era contenuto in un serbatoio da 95 tonnellate, mentre altre 85 erano contenute nei serbatoi da zavorra: questa scorta garantiva un'autonomia di 4 400 miglia alla velocità di 10 nodi in emersione e di 85 miglia a 9 nodi in immersione. Ai motori erano vincolati due alberi con un'elica ciascuno. La profondità operativa massima dei Roland Morillot era pari a 80 metri.
L'armamento della classe si articolava su dieci tubi lanciasiluri da 550 mm, e due tubi da 400 mm. In totale erano trasportati venti ordigni da 550 mm, ma solo i tubi nello scafo erano ricaricabili nel corso della navigazione. Sul ponte, davanti alla falsatorre, era stato installato un cannone Modèle 1936 da 100 mm L/45. Come difesa contraerea furono installate due mitragliatrici da 13,2 mm, su supporto binato SM 14.
L'equipaggio ammontava a cinque ufficiali e 65 tra sottufficiali e marinai.

## Unità
| Nome            | Cantiere                           | Impostazione    | Varo | Completamento | Destino finale                                                                         |
| --------------- | ---------------------------------- | --------------- | ---- | ------------- | -------------------------------------------------------------------------------------- |
| Roland Morillot | Arsenale di Cherbourg              | 20 gennaio 1937 |      |               | Distrutto sullo scalo il 18 giugno 1940, per evirarne la cattura da parte dei tedeschi |
| La Praya        | Arsenale di Cherbourg              | 2 novembre 1938 |      |               | Distrutto sullo scalo il 18 giugno 1940, per evirarne la cattura da parte dei tedeschi |
| La Martinique   | Arsenale di Cherbourg              | 15 giugno 1939  |      |               | Distrutto sullo scalo il 18 giugno 1940, per evirarne la cattura da parte dei tedeschi |
| La Guadeloupe   | Arsenale di Cherbourg              |                 |      |               |                                                                                        |
| La Réunion      | Arsenale di Cherbourg              |                 |      |               |                                                                                        |
| Ile de France   | Cantieri navali Dubigeon di Nantes |                 |      |               |                                                                                        |
| Ile de Ré       | Cantieri navali Dubigeon di Nantes |                 |      |               |                                                                                        |
| Ile d'Yeu       |                                    |                 |      |               |                                                                                        |

### Annotazioni
1. ↑  Il capitano Petitot era allora incaricato di supervisionare i lavori sul Roland Morillot, e doveva assumerne il comando fin dalle prime prove in mare.

### Fonti
1. 1 2 3 4 5 6  Couhat 1971, p. 78.
2. 1 2 3 4  Le Masson 1969, p. 164.
3. 1 2 3 4 5 6 7 8 9 10 11 12 13 14 15 16 17 18 19 20 21 22 23  La Cordeliere.
4. ↑  Navypedia.
5. 1 2 3 4 5 6  Le Masson 1969, p. 165.
6. ↑  (EN) France Miscellaneous 100 mm (3.9") Guns, su navweaps.com. URL consultato il 6 marzo 2021.